# Epidendrum nervosiflorum
Epidendrum nervosiflorum är en enhjärtbladiga växtart som beskrevs av Ames och Charles Schweinfurth. Epidendrum nervosiflorum ingår i släktet Epidendrum, och familjen orkidéer.
Artens utbredningsområde är Costa Rica. Inga underarter finns listade i Catalogue of Life.